# 戈沃内城堡
戈沃内城堡 （castello di Govone）位于库内奥省的戈沃内的山顶。
它是萨伏依王朝在1792-1870年的住宅之一。1997年，它作为薩伏依王室居所的一部分，列入联合国教科文组织， 世界遗产名录。它现在用作市政厅。

## 历史
此处在中世纪已建有堡垒。17世纪末，索拉罗伯爵委托建筑师瓜里诺·瓜里尼负责城堡的扩建和美化工作。建筑师准备了图纸，但没有完成项目。一个世纪后，建筑师贝内代托·阿尔菲耶里（BenedettoAlfieri）根据瓜里尼的设计完成了作品。
1792年，城堡成为萨伏依王朝的财产。拿破仑时期之后，它与阿列公爵城堡一起被选为夏宫。
卡洛·费利切和玛丽亚·克里斯蒂娜在19世纪初彻底重建了这座城堡。
1730年，让-雅克·卢梭（Jean-Jacques Rousseau）曾在此逗留。